# Beba Rojas
Beba Rojas  (Caracas, Venezuela, 1975. szeptember 25. –) venezuelai színésznő, modell és humorista.

## Élete és pályafutása
Reymarvi Rojas Velásquez néven született 1975. szeptember 25-én Caracasban. Karrierjét 1995-ben kezdte a Nincs hozzád hasonló című sorozatban, ahol Thais szerepét játszotta. 2001-ben szerepelt a Nők háborúja című telenovellában. 2011-ben megkapta Vicenta Palacios szerepét a La viuda jovenben.
Van egy fia, Fabio Alejandro.

## Filmográfia

### Telenovellák
- Nincs hozzád hasonló (Como tú, ninguna) (1995) .... Thais
- Pecado de amor (1995) .... Mariela
- Sol de tentación (1996) .... Noche
- Nők háborúja (Guerra de mujeres) (2001) .... Graciela Yeinar Moreno
- Las González (2002) .... Azalea
- Cosita Rica (2003) .... Panchita
- El amor las vuelve locas (2005) .... Lily
- La viuda joven (2011) .... Vicenta Palacios de Humboldt
- A sors hullámain (Natalia del Mar) (2011) .... Önmaga
- Válgame Dios (2012) .... La peor es nada
- De todas maneras Rosa (2013) .... Ada Luz Campanero

### Filmek
- El Caracazo (2005)
- Al fin y al cabo (2008)

### Programok
- Bienvenidos
- Bailando con las estrellas
- Cásate y verás